# 伊勢原球場
伊勢原球場（いせはらきゅうじょう）は、神奈川県伊勢原市の総合運動公園内に所在する野球場である。

## ネーミングライツ
2013年10月に伊勢原市が「伊勢原球場」のネーミングライツを募集し、伊勢原市に本社をおき、ビル管理を行う山王総合が5年契約で権利を購入した。決定に伴い、球場名が同社の社内報のタイトルである「サンシャイン」を含んだ「いせはらサンシャイン・スタジアム」となっている。2018年2月26日には契約が5年間更新され引き続き使用している。

## 歴史
- 2022年（令和4年）1月21日 - 伊勢原市と専修大学との間で「スポーツ推進・健康増進に関する協定」を締結。専修大学野球部に整備作業等の協力を仰ぐ。
- 2025年（令和7年）
  - 3月15日 - スコアボードが大型ビジョンに更新[5]。
  - 5月 - 球場内の電線ケーブルが盗難に遭い、ナイターができない状態となった[6]。

## 施設概要
- 面積： - m2
- 内野：土 外野：天然芝[7]
- 両翼：95m 中堅：120m[7]
- 収容人員：15,000人[7]
- 照明：6基[7]
- スコアボード：電光掲示板(選手表示はパネル式)[7]

## 交通アクセス
- 伊勢原駅（小田急小田原線）より上谷戸・煤々谷行きバス（神奈川中央交通バス）で総合運動公園入口下車、少し歩く。